# Kamień runiczny z Frösö

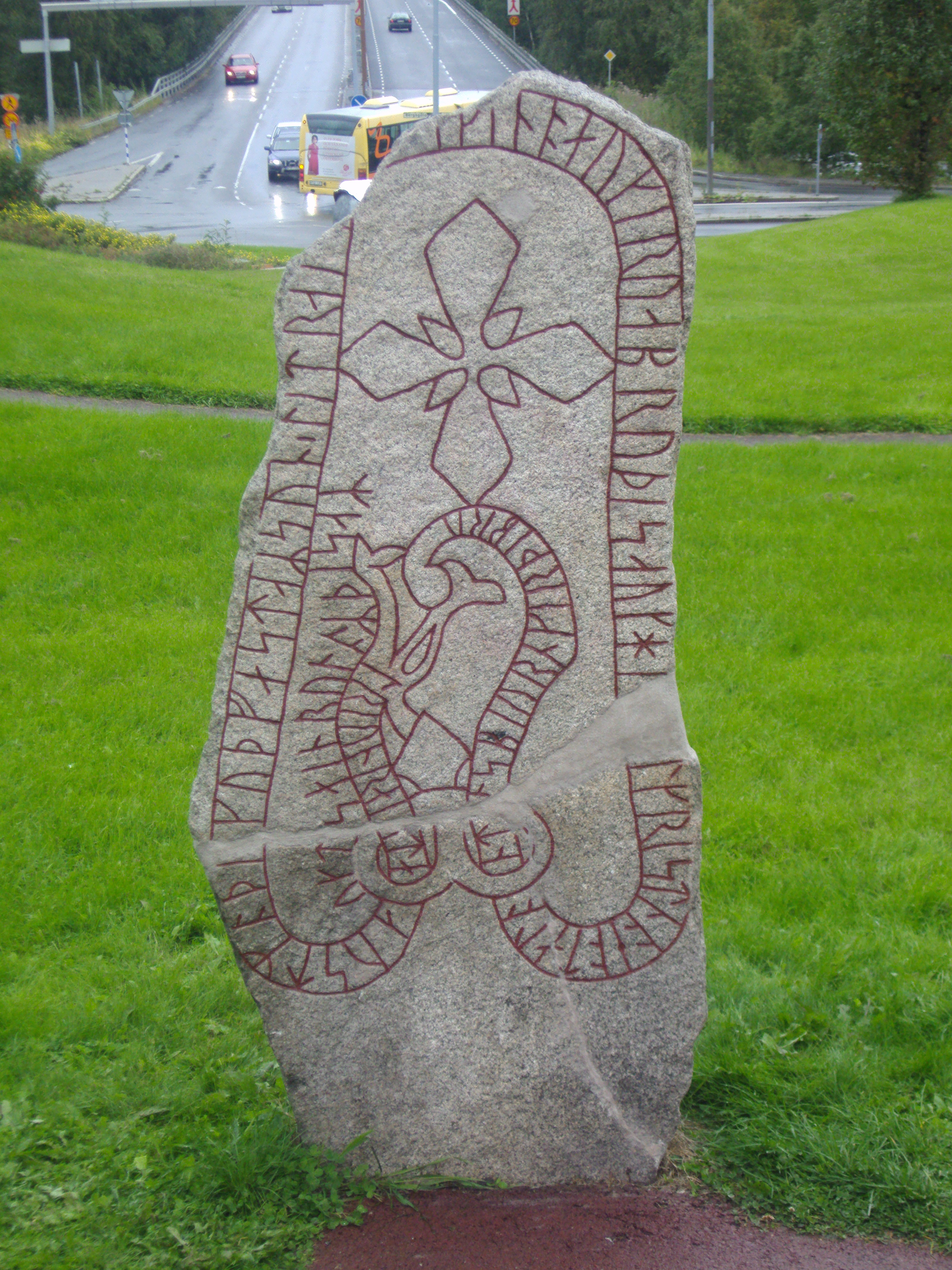
Kamień runiczny z Frösö

Kamień runiczny z Frösö (J RS1928;66) – kamień runiczny znajdujący się we Frösö w gminie Östersund w szwedzkiej prowincji Jämtland. Stanowi świadectwo chrystianizacji Jämtlandii, dokonanej w połowie XI wieku. Jest to najdalej położony na północy ze szwedzkich kamieni runicznych.
Granitowy głaz ma 1,7 m wysokości. Datowany jest na lata 1030–1050. Początkowo znajdował się przy moście łączącym wyspę Frösön z lądem. Po jego rozbiórce kilkakrotnie zmieniał swoją lokalizację, obecnie stoi przed budynkiem zgromadzenia lokalnego (landsting).
Inskrypcja wpisana jest w ciało węża i zaczyna się od głowy gada. Ponadto na kamieniu został wyryty krzyż. Tekst napisu, częściowo uszkodzony, głosi:
austmoþ[r]/austmoþ[(r)] kuþfastaR sun */' lit rai.../ra(i)[(s)]... .../...(-)[(n)] þino/(þ)(i)no auk| |kirua bru þisa| |auk h[on] [li]t/[li](t) kristno eotalont/eo(t)alont [*]/ (o)sbiurn kirþi bru triun/(t)riun rai[s]t auk tsain/(t)sain runoR þisaR
co znaczy:
Östman, syn Gudhfasta, kazał postawić ten głaz i polecił zbudować ten most. To on wprowadził chrześcijaństwo w Jämtlandii. Asbjörn zbudował ten most, a Tryn i Sten wyryli runy.